# Parathesis pyramidalis
Parathesis pyramidalis är en viveväxtart som beskrevs av Cyrus Longworth Lundell. Parathesis pyramidalis ingår i släktet Parathesis och familjen viveväxter. Inga underarter finns listade i Catalogue of Life.